# Can't Find My Way Home
Ne doit pas être confondu avec I'll Find My Way Home.
Can't Find My Way Home est une chanson écrite par Steve Winwood et enregistrée par le groupe Blind Faith sur son album de 1969 Blind Faith.

## Musiciens
- Steve Winwood – chant, guitares, claviers
- Eric Clapton – guitares
- Ric Grech – guitare basse
- Ginger Baker – batterie, percussions

## Critiques
Rolling Stone, dans une recension de l'album, retient « les percussions très innovantes de Ginger Baker » et juge « charmantes » les paroles « ...I'm wasted and I can't find my way home ».

## Reprises
La chanson a été reprises par des musiciens et des groupes de différents styles.
Gilberto Gil en enregistre une version en 1971 dans son album studio Gilberto Gil (avec une version live en titre bonus sur le CD).
Eric Clapton demande à Yvonne Elliman de la chanter durant sa tournée de concerts de 1976–77,.
Bonnie Raitt la chante durant une série de concerts en 1972. Un bootleg enregistrant Bonnie Raitt, Lowell George, John P. Hammond et Freebo a fait plus de cinq millions de vues sur YouTube.
Le groupe Swans en sort une version avec Jarboe en 1989 sur l'album The Burning World.
En 1990, House of Lords reprend la chanson sur leur album Sahara.
Deux versions ont été utilisées à l'écran : une par Alana Davis en 1999 dans le film The Mod Squad et une autre par Alison Krauss pour la bande son de la série télévisée  Crossing Jordan, en 2003.
En 2018, Rachael Price reprend la chanson sur Live from Here avec Chris Thile à la mandoline.